# Deranged (banda)
Deranged é uma banda sueca praticante do estilo musical Brutal Death Metal. Distante de quaisquer referências ao denominado 'Gothemburg's Melodic Death Metal' propagado na Suécia, o Deranged se subverge, e adere ao slogan de 'o mais extremo, impiedoso e brutal Death Metal que o ser humano pode fazer', materializando esta teoria em discos como "High On Blood" (1998), "Deranged" (2001) e "Plainfield Cemetery" (2002). Lançou, recentemente (2006), seu mais novo full-álbum intitulado "Obscenities In B Flat". O conjunto continua destilando a fúria e brutalidade de outrora.

## Membros

### Última formação
- Johan Axelsson – guitarra (1991–2008)
- Martin Schönherr – vocal (2006–2008)
- Tomas Ahlgren – baixo (2006–2008)
- Rikard Wermén – bateria (1991–2008)

### Ex-membros
- Calle Fäldt – baixo, vocal (2002–2006)
- Jörgen Bylander – baixo (2000–2002)
- Roger Johansson – vocal (2001–2002)
- Johan Anderberg – baixo, vocal (1999–2001)
- Fredrick Sandberg – vocal (1997)
- Andreas Deblèn – bateria, vocal (1996)
- Per Gyllenbäck – vocal (1992–1996)
- Mikael Bergman – baixo (1995)
- Jean-Paul Asenov – baixo (1992–1995)
- Dan Bengsston – baixo (1995–1997)

## Discografia

### Álbuns de estúdio
- Rated-X (1995)
- High on Blood (1998)
- III (2000)
- Deranged (2001)
- Plainfield Cemetery (2002)
- Obscenities in B-Flat (2006)
- The Redlight Murder Case (2008)

### Singles
- "Upon the Medical Slab" (1994)

### EP
- The Confessions Continues (1993)
- Architects of Perversions (1994)
- Sculpture of the Dead (1996)